# Mecynocera clausi
Mecynocera clausi is een eenoogkreeftjessoort uit de familie van de Paracalanidae. De wetenschappelijke naam van de soort is voor het eerst geldig gepubliceerd in 1888 door Thompson I.C..